# Hořesedly
Hořesedly település Csehországban, Rakovníki járásban. Hořesedly Svojetín, Kolešovice, Hořovičky, Děkov és Kněževes településekkel határos. Lakosainak száma 418 fő (2024. január 1.).

## Népesség
A település lakosságának változását az alábbi diagram mutatja:
| Lakosok száma | 455  | 547  | 594  | 453  | 432  | 425  | 434  | 427  | 417  | 418  |
|               | 1869 | 1890 | 1921 | 1950 | 1980 | 2001 | 2017 | 2019 | 2022 | 2024 |